# Masaru Kato
Masaru Kato (加藤 大, Kato Masaru) est un footballeur japonais né le 7 mai 1991. Il évolue au poste de milieu offensif.

## Biographie
Il inscrit neuf buts en deuxième division japonaise lors de la saison 2013 avec l'Ehime FC. Le 18 août 2013, il marque un doublé en championnat, contre le club du Giravanz Kitakyushu.